# ويليام كوفين كولمان
ويليام كوفين كولمان هو شخصية أعمال ومخترع وسياسي أمريكي، ولد في 21 مايو 1870 في تشاتهام في الولايات المتحدة، وتوفي في 2 نوفمبر 1957 في ويتشيتا في الولايات المتحدة بسبب نوبة قلبية.